# William Chambers

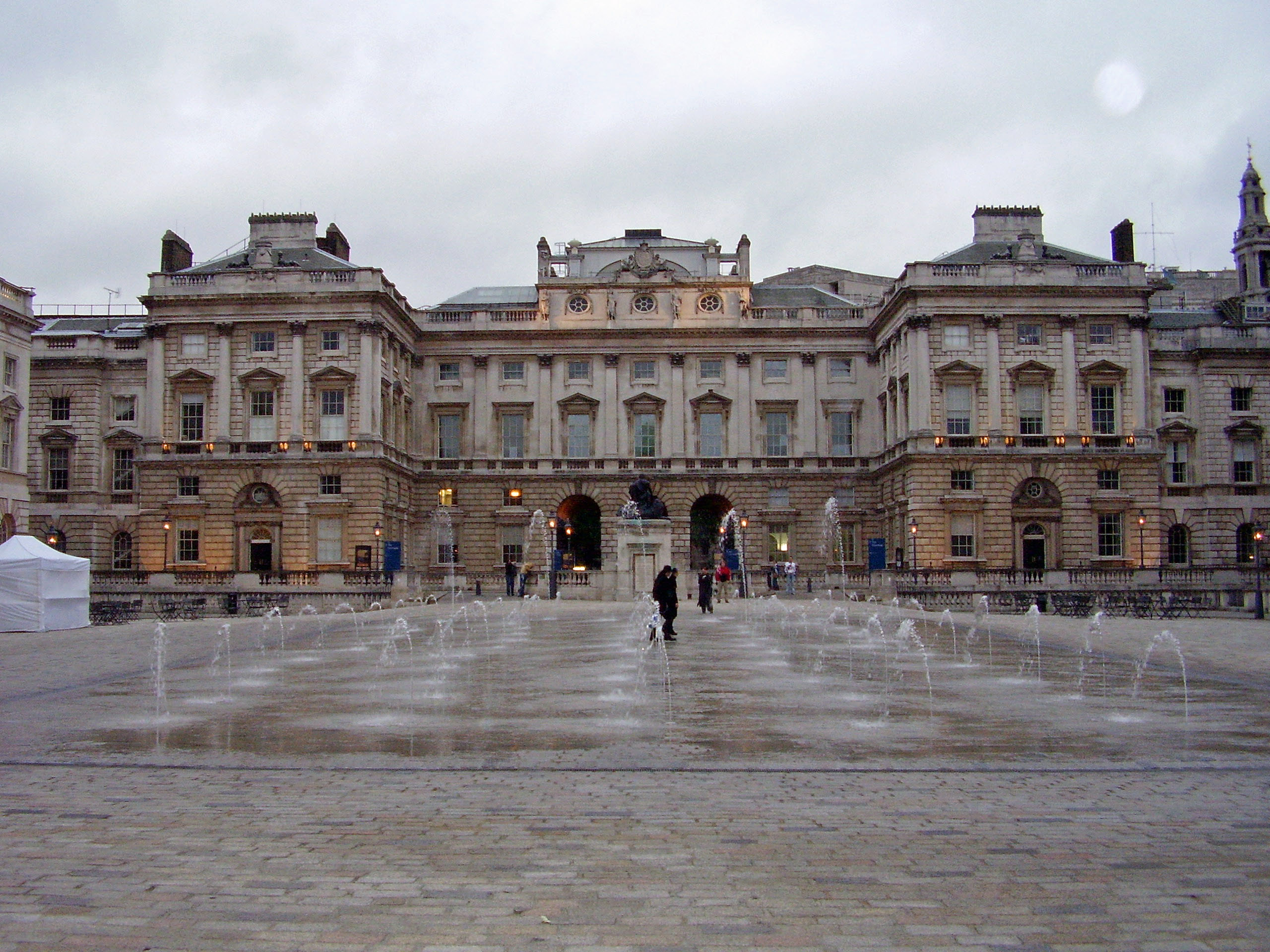
Somerset House, em Londres.

William Chambers (Gotemburgo, 27 de outubro de 1723 – Londres, 17 de fevereiro de 1796), foi um arquiteto neoclássico do Reino Unido.

## Biografia
Nasceu em Gotemburgo, onde seu pai era mercador, mas tinha origem escocesa. Como empregado da Companhia Sueca das Índias Orientais, entre 1740 e 1749, fez várias viagens à China, onde observou a arquitetura e a decoração. 
Retornando à Europa, estudou arquitetura com Blondel em Paris e passou cinco anos na Itália. Então em 1755, mudou-se para Londres, onde se estabeleceu como arquiteto. Logo foi nomeado consultor de arquitetura do Príncipe de Gales, futuro rei Jorge III do Reino Unido. Junto com Robert Adam, foi arquiteto real.
Publicou diversos livros sobre arquitetura e decoração. Em 1757, um sobre projetos chineses, que teve influencia no gosto contemporâneo. Em 1759 saiu um tratado sobre arquitetura civil, que teve muita influência nos construtores da época e foi republicado várias vezes até 1826.
Sua influencia foi marcada também num grupo de jovens arquitetos treinados em seu escritório, incluindo Thomas Hardwick, que o ajudou a construir Somerset House e escreveu sua biografia. Maior rival de Robert Adam no Neoclassicismo, era no entanto mais internacional em seu estilo, tendo sido influênciado (e mais tarde influênciando) pelo neoclassicismo da Europa continental. Chambers morreu em Londres e foi sepultado na Abadia de Westminster.

## Principais obras
- The Pagoda, em Blackheath, Londres
- Somerset House, em Londres, seu edificio mais famoso, que absorveu suas energias durante vinte anos (1776–1796);
- A carruagem que é usada nas coroações reais ainda hoje.
- Royal Botanic Gardens, em Kew.
- The Dunmore Pineapple
- Charlemont House em Marino
- Melbourne House
- Uma capela e um teatro no Trinity College, Dublin.